# Tvåvärt mangan
Tvåvärt mangan eller mangan (II) (Mn2+) är en jon av grundämnet mangan med oxidationstalet II. Tvåvärt mangan är lättlösligt i vatten och finns i marken vid låga pH-värden och/eller reducerande förhållanden (suboxi och anoxi). Vid höga pH-värden och/eller god syrgastillgång oxideras det tvåvärda manganet till mangandioxid av mikroorganismer.
Växter tar bara upp mangan som tvåvärd manganjon.